# Donna Tartt
Donna Louise Tartt (Greenwood, 1963. december 23. –) amerikai író.

## Pályafutása
Tartt Greenwoodban született, Mississippi államban és a közeli Grenada városában nőtt fel. Édesapja, Don Tartt rockabilly zenész, míg anyja, Taylor titkárnő volt. Szülei lelkes olvasók voltak, anyja pedig vezetés közben olvasott. „Rengeteg költeményt ismerek fejből. Kisgyerekkoromban először A. A. Milne igazán hosszú verseit jegyeztem meg... Mindezeket a dolgokat is tudom, amiket meg kellett tanulnom. Én amolyan iszonyatos tárháza vagyok a kutyus verseknek.”
1968-ban, öt évesen írta meg első versét. A hazafiságról és az alkoholizmusról szóló esszéi díjakat nyertek, és ebben az időszakban „novellákat írt a halálról” is. 1976-ban egy szonettje bekerült a The Mississippi Review-ba.
A középiskolában Tartt elsőéves pompomlány volt a kosárlabdacsapatban, és a nyilvános könyvtárban dolgozott.
1981-ben beiratkozott a Mississippi Egyetemre, ahol elsőéves korában felkeltette Willie Morris figyelmét, aki azt mondta neki: „Azt hiszem, te egy zseni vagy.” Morris ajánlása nyomán Barry Hannah író, aki abban az időben az Mississippi Egyetemen oktatott, felvette a tizennyolc éves Tartt-ot a novellával foglalkozó posztgraduális kurzusára. 1982-ben Morris és mások javaslatára átment a Bennington College-ba. A Benningtonban klasszikusokat tanult Claude Fredericksnél, és találkozott Bret Easton Ellis-szel, Jonathan Lethem-el és Jill Eisenstadttal. 1986-ban diplomázott.
Első regénye, a Titkos történet 1992-ben jelent meg.
A kis barát című regénye 2002-ben jelent meg.
The Ambush című novellája 2006-ban bekerült a legjobb amerikai novellák közé. 2013-ban megjelent Az Aranypinty (The Goldfinch) című regénye megosztotta a kritikusokat, hogy vajon irodalmi regény-e. A regény középpontjában a 13 éves Theodore Decker áll, akinek élete drámai változásokon megy keresztül, miután túlél egy terrortámadást a New York-i Metropolitan Művészeti Múzeumban, amelyben meghalt az édesanyja, és amelynek következtében Carel Fabritius Az aranypinty című festménye a birtokába kerül. A könyvből John Crowley készített filmet azonos címmel.
Körülbelül tíz évet töltött minden egyes regényének megírásával.

## Magánélete
2002-ben arról számoltak be, hogy Tartt Greenwich Village-ben, az Upper East Side-on és egy farmon élt Charlottesville közelében, Virginia államban.
2016-ban Tartt unokatestvérét, James Lee Tartt rendőrt szolgálat közben megölték.
2016-ban a Virginia Living közzétette, hogy Donna Tartt egy művészeti galéria tulajdonosával, Neal Guma-val élt együtt. Mindketten a Benningtonban tanultak. Társával 1997-ben vásárolta meg a Charlottesville-i ingatlant. Donna Tartt második regényét is egy Neal nevű embernek ajánlja, bár nem részletezi a személyét.

## Bibliográfia

### Regények
- The Secret History (1992, Alfred A. Knopf)
- The Little Friend (2002, Alfred A. Knopf)
- The Goldfinch (2013, Little, Brown)

### Novellák
- Tam-O'-Shanter, The New Yorker, 1993. április 19., pp. 90–91
- A Christmas Pageant, Harper's Magazine 287.1723, 1993 december, pp. 45–51
- A Garter Snake, GQ 65.5, 1995. május, pp. 89ff
- The Ambush, The Guardian, 2005. június 25.

### Magyarul
- A titkos történet – Európa, Budapest, 1996 ISBN 9630758849 · Fordította: Greskovits Endre
- Az Aranypinty – Park, Budapest, 2016 ISBN 978-963-355-189-9 · Fordította: Kada Júlia
- A kis barát – Park, Budapest, 2019 ISBN 978-963-355-413-5 · Fordította: Kada Júlia

## Díjai
- 2003 WH Smith Literary Award – The Little Friend
- 2003 Orange-díj rövidlista – The Little Friend
- 2013 National Book Critics Circle Award (fiction) rövidlista – The Goldfinch
- 2014 Nők szépprózai díja rövidlista – The Goldfinch
- 2014 Szépirodalmi Pulitzer-díj – The Goldfinch
- 2014 Time 100 legbefolyásosabb ember
- 2014 Andrew Carnegie Medal for Excellence for Fiction – The Goldfinch
- 2014 Vanity Fair International Best Dressed List[25]
- 2014 Malaparte Prize (Italy) – The Goldfinch

## Külső hivatkozások
- 2013 év 10 legjobban öltözött embere, The Guardian

## Fordítás
- Ez a szócikk részben vagy egészben  a   Donna_Tartt című angol Wikipédia-szócikk fordításán alapul.  Az eredeti cikk szerkesztőit annak laptörténete sorolja fel. Ez a jelzés csupán a megfogalmazás eredetét és a szerzői jogokat jelzi, nem szolgál a cikkben szereplő információk forrásmegjelöléseként.